# David Coverdale

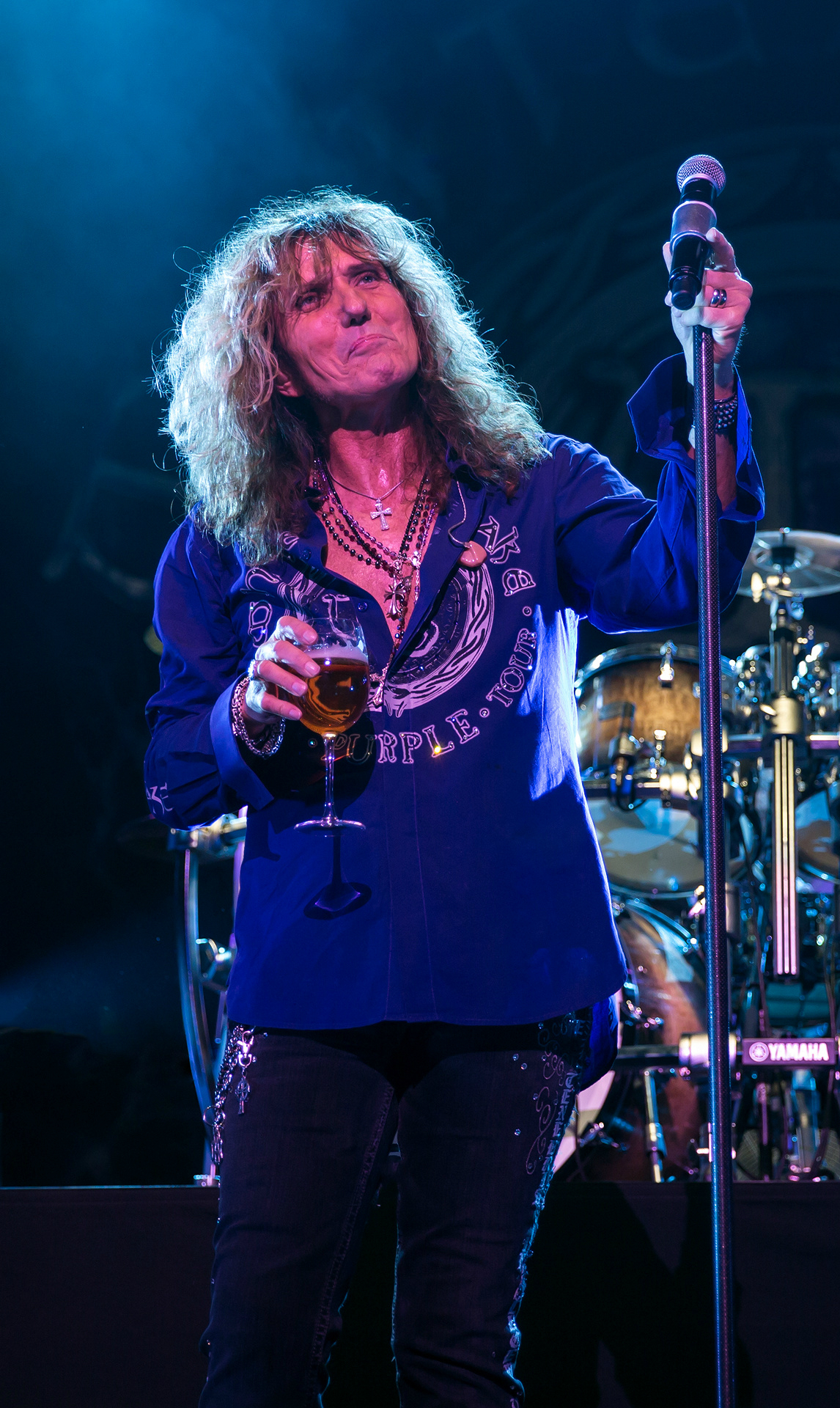
David Coverdale mit Whitesnake (2015)

David Coverdale (* 22. September 1951 in Saltburn-by-the-Sea, Grafschaft North Yorkshire, England) ist ein britischer Hardrock-Sänger. Der ehemalige Deep-Purple-Sänger (1973–1976) gründete 1978 Whitesnake, deren Bandleader er noch heute ist. Ein weiteres Projekt war die Band Coverdale/Page (1991–1993).

## Leben
Aufgewachsen in einem musikliebenden Elternhaus, lernte Coverdale zunächst Gitarre, bis seine Qualität als Sänger auffälliger wurde. Er sang während seines Kunststudiums in lokalen Bands und 1969 trat seine Band The Government sogar als Vorband von Deep Purple auf. 1973 arbeitete Coverdale als Verkäufer in einer Boutique und bewarb sich als Sänger auf eine Annonce von Deep Purple im Melody Maker, deren Sänger Ian Gillan die Band verlassen hatte. Am 8. Dezember 1973 stand Coverdale erstmals als Sänger von Deep Purple auf der Bühne. In dieser Besetzung nahm die Band die Alben Burn (1974) und Stormbringer (1974) auf. Als Gitarrist Ritchie Blackmore im Mai 1975 die Band verließ, war es Coverdale, der als Nachfolger Tommy Bolin vorschlug und noch das Album Come Taste the Band (1975) einspielte. Die Zusammenarbeit mit Tommy Bolin gestaltete sich jedoch wegen dessen Heroinsucht problematisch, so dass sich Deep Purple im März 1976 auflösten.
Aus vertragsrechtlichen Gründen zog Coverdale nach Deutschland und nahm dort die Soloalben White Snake (1977) und North Winds (1978) auf. Zusammen mit Micky Moody, der schon auf diesen Soloalben Gitarre spielt, gründete Coverdale dann 1978 die Band David Coverdale's Whitesnake, die sich ab 1979 nur noch Whitesnake nannte. Coverdale war jedoch der unumstrittene Bandleader und einziges konstantes Mitglied in den folgenden Jahren. Die Alben Slide It In (1984) und 1987 (1987) stellten die größten kommerziellen Erfolge dar. Doch damit hatte die Band offenbar ihren Höhepunkt erreicht, mit ihrer weiteren Entwicklung zeigte sich Coverdale immer unzufriedener, und im Herbst 1990 beschloss er, Whitesnake auf Eis zu legen. Für drei Jahre zog er sich völlig zurück, um dann 1993 eine Band mit dem früheren Led-Zeppelin-Gitarristen Jimmy Page zu gründen. Unter dem Namen Coverdale/Page veröffentlichten sie eine Bluesrock-CD. Dieses Projekt war nur von kurzer Dauer, denn schon ein Jahr später zog Jimmy Page es vor, wieder mit dem Led-Zeppelin-Sänger Robert Plant zusammenzuarbeiten.

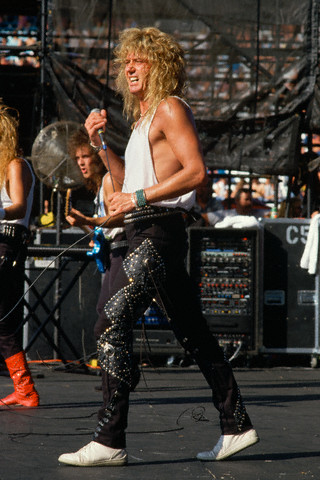
David Coverdale (1987)

Coverdale tat sich wieder mit seinem früheren Gitarristen Adrian Vandenberg zusammen und veröffentlichte 1997 die CD Restless Heart, die eigentlich als Soloalbum geplant war, auf Druck der Plattenfirma aber wieder unter dem Namen Whitesnake erschien. Erst drei Jahre später gelang es Coverdale, sich aus vertraglichen Zwängen zu befreien: Das Album Into the Light war das erste seit 22 Jahren, das unter seinem eigenen Namen erschien. 2003 formierte Coverdale Whitesnake neu, um auf Welttournee zu gehen. Eine weitere Tournee fand 2004 statt. 2015 gab Whitesnake das Purple Album heraus, das 15 Lieder aus Coverdales Deep-Purple-Ära beinhaltet.
2016 wurde Coverdale zusammen mit seinen ehemaligen Mitmusikern von Deep Purple in die Rock and Roll Hall of Fame aufgenommen.

## Diskografie

### David Coverdale
- 1977: White Snake
- 1978: Northwinds
- 2000: Into the Light

### Whitesnake
- 1978: Snakebite
- 1978: Trouble
- 1979: Lovehunter
- 1980: Live at Hammersmith LIVE 1978
- 1980: Ready an’ Willing
- 1980: Live… in the Heart of the City LIVE 1978 & 1980
- 1981: Come an’ Get It
- 1982: Saints & Sinners
- 1984: Slide It In
- 1987: 1987 (teilweise auch unter dem Namen Whitesnake vermarktet)
- 1989: Slip of the Tongue
- 1997: Restless Heart
- 1997: Starkers in Tokyo UNPLUGGED 1997, CD & DVD
- 2004: Live – In the Still of the Night LIVE 2004, DVD mit CD
- 2006: Live – In the Shadow of the Blues LIVE 2006 (mit 3 neuen Studio-Titeln)
- 2008: Good to Be Bad
- 2011: Forevermore
- 2015: The Purple Album
- 2019: Flesh & Blood

### Coverdale / Page
- 1993: Coverdale/Page

### Deep Purple
- 1974: Burn
- 1974: Stormbringer
- 1975: Come Taste the Band
- 1976: Made in Europe LIVE 1975
- 1977: Last Concert in Japan LIVE 1975

### Andere Projekte
- 1971: The Government feat. David Coverdale – Demos 1971 (EP)
- 1974: Jon Lord & Eberhard Schoener – Windows
- 1974: Roger Glover – The Butterfly Ball (auf Behind the Smile)
- 1976: Eddie Hardin Project – Wizard's Convention (auf Money to Burn)
- 1990: Steve Vai – Passion and Warfare Guest
- 1990: Days of Thunder (O.S.T.) (auf Last Note of Freedom)
- 2003: Tony Franklin – Wonderland (auf Sunshine Lady)